# Koszmar z ulicy Wiązów V: Dziecko snów
Koszmar z ulicy Wiązów V: Dziecko snów (ang. A Nightmare on Elm Street: The Dream Child; inne tłum. Koszmar z ulicy Wiązów 5: Sen dziecka) – amerykański film fabularny typu slasher z 1989 roku. Piąta część serii Koszmar z ulicy Wiązów i zarazem czwarty sequel popularnego horroru – Koszmaru z ulicy Wiązów (1984). 

## Fabuła
Ku własnemu przerażeniu, Alice Johnson odkrywa, że maniakalny Freddy Krueger wciąż prześladuje ją w sennych koszmarach. Dziewczyna epatowana jest makabrycznymi obrazami poczęcia i narodzin Freddy'ego. Na domiar złego okazuje się, że... sama jest w ciąży. Krueger chce wykorzystać niemowlę do swoich celów. Alice musi stawić mu czoła.

## Obsada
- Lisa Wilcox – Alice Johnson
- Erika Anderson – Greta Gibson
- Valorie Armstrong – pani Jordan
- Kelly Jo Minter – Yvonne
- Joe Seely – Mark
- Danny Hassel – Dan Jordan
- Michael Ashton – Gurney Orderly
- Matthew Borlenghi – Jock
- Beatrice Boepple – Amanda Krueger
- Robert Englund – Freddy Krueger

## Ścieżka dźwiękowa
Wśród wykonawców utworów składających się na ścieżkę dźwiękową znaleźli się m.in. Bruce Dickinson, Kool Moe Dee, Samantha Fox, Schoolly D, W.A.S.P. i Whodini. Wykonany dla potrzeb filmu przez Dickinsona utwór Bring Your Daughter... to the Slaughter znalazł się następnie w repertuarze zespołu Iron Maiden i stał się przebojem w Wielkiej Brytanii.